# Anzelm Pietrulla
Anzelm Pietrulla (ur. 12 września 1906, zm. 25 maja 1992) – śląski duchowny rzymskokatolicki, od 1926 przebywał w Brazylii. W latach 1941–1948 administrator apostolski Santarem. W latach 1947–1949 tytularny biskup Conana.
Pełnił kolejno funkcje: biskupa prałata Santarem (1947-1949), administratora apostolskiego Macapa, biskupa Campina Grande (1949-1955) i biskupa Tubarao (1955-1981).